# ديموليشن (فلم 2015)
ديموليشن أو تدمير (بالإنجليزية: Demolition) هو فيلم كوميديا دراما أُصدر في 10 سبتمبر 2015 في مهرجان تورونتو السينمائي الدولي، وفي 16 يونيو 2016، في ألمانيا. الفيلم من إنتاج سيندي كيميل إنترتينمنت، مستر مد وبلاك ليبل ميديا، ومن توزيع فوكس سيرش لايت بيكتشرز، وقد أخرجه جين-مارك فالي.

## القصة
دافيس ميتشيل مستثمر في مجال البنوك، تتبدد حياته العاطفية ومشاعره بعد الوفاة المأساوية لزوجته، فيبدأ في تحليل تفاصيل حياته من جديد، ليحاول إيجاد الخطأ الذي اقترفه، إلى أن يتعرف امرأة قابلها عن طريق الصدفة تُغيّر من نمط حياته محاولًا الانطلاق في حياته من جديد والتغلب على الماضي.

## طاقم التمثيل
- جيك جيلنهال
- هيذر ليند
- واس ستيفينز  [لغات أخرى]‏
- ديبرا مونك
- مالاتشي كليري
- بولي درابر
- بريندان دولينج  [لغات أخرى]‏
- ألفريدو نارسيسو  [لغات أخرى]‏
- جيمس كولبي
- نعومي واتس
- كريس كوبر
- جودا لويس.

## الإنتاج

### التصوير
صوّر الفيلم في مدينة نيويورك، وبدأ التصوير الرئيسي في سبتمبر 2014، وكان إيف بيلانجر مديرًا لتصوير الفيلم.

## وصلات خارجية
- مقالات تستعمل روابط فنية بلا صلة مع ويكي بيانات